# Zunil
Zunil es un municipio del departamento de Quetzaltenango en el altiplano de la República de Guatemala. Localizado a 10 km de la ciudad de Quetzaltenango y a 211 km de la Ciudad de Guatemala y tiene una extensión aproximada de 92 km². Según el censo de población de 2018, cuenta con algo más de 14.895 habitantes, la mayoría indígenas que hablan el idioma k'iche'. Cuenta con servicios básicos como electricidad, agua y escuela.
En 1825, después de la Independencia de Centroamérica, el Estado de Guatemala dividió su territorio en once distritos para la impartición de justicia por medio del entonces novedoso método de juicios de jurados y Zunil fue incluido en el circuito de Quetzaltenango, en el distrito N.º 10, también llamado Quetzaltenango.
En el siglo xxi el municipio se incorporó a la Mancomunidad Metrópoli de los Altos, una entidad que involucra a varios municipios de los departamentos de Quetzaltenango y Totonicapán y que promueve el desarrollo sostenible de los mismos a mediano y largo plazo.

## División política
El municipio consta de catorce caseríos, dos aldeas y el propio pueblo, del cual se tiene constancia desde 1689, en los escritos de fray Francisco de Zuaga. 

## Geografía física
Dado que se sitúa en el altiplano, su orografía es muy accidentada. Se encuentra cerca de los volcanes Santo Tomás, Santa María y Santiaguito (este último en actividad permanente). En la zona también se encuentra el río Samalá, minas de azufre, hierro y mercurio (azogue), baños termales y dos balnearios.

## Gobierno municipal
Los municipios se encuentran regulados en diversas leyes de la República, que establecen su forma de organización, lo relativo a la conformación de sus órganos administrativos y los tributos destinados para los mismos.  Aunque se trata de entidades autónomas, se encuentran sujetos a la legislación nacional y las principales leyes que los rigen desde 1985 son:
| N.º | Ley                                                | Descripción |
| --- | -------------------------------------------------- | --- |
| 1   | Constitución Política de la República de Guatemala | Tiene una regulación legal específica para los municipios en los artículos 253 al 262. |
| 2   | Ley Electoral y de Partidos Políticos              | Ley de carácter constitucional aplicable a los municipios en el tema de la conformación de sus autoridades electas. |
| 3   | Código Municipal                                   | Decreto 12-2002 del Congreso de la República de Guatemala. Tiene la categoría de ley ordinaria y contiene preceptos generales aplicables a todos los municipios, e inclusive contiene legislación referente a la creación de los municipios.             |
| 4   | Ley de Servicio Municipal                          | Decreto 1-87 del Congreso de la República de Guatemala. Regula las relaciones entra la municipalidad y los servidores públicos en materia laboral. Tiene su base constitucional en el artículo 262 de la constitución que ordena la emisión de la misma. |
| 5   | Ley General de Descentralización                   | Decreto 14-2002 del Congreso de la República de Guatemala. Regula el deber constitucional del Estado, y por ende del municipio, de promover y aplicar la descentralización y desconcentración económica y administrativa.                                |

El gobierno de los municipios está a cargo de un Concejo Municipal mientras que el código municipal —ley ordinaria que contiene disposiciones que se aplican a todos los municipios— establece que «el concejo municipal es el órgano colegiado superior de deliberación y de decisión de los asuntos municipales […] y tiene su sede en la circunscripción de la cabecera municipal»; el artículo 33 del mencionado código establece que «[le] corresponde con exclusividad al concejo municipal el ejercicio del gobierno del municipio».
El concejo municipal se integra con el alcalde, los síndicos y concejales, electos directamente por sufragio universal y secreto para un período de cuatro años, pudiendo ser reelectos.
Existen también las Alcaldías Auxiliares, los Comités Comunitarios de Desarrollo (COCODE), el Comité Municipal del Desarrollo (COMUDE), las asociaciones culturales y las comisiones de trabajo. Los alcaldes auxiliares son elegidos por las comunidades de acuerdo a sus principios y tradiciones, y se reúnen con el alcalde municipal el primer domingo de cada mes, mientras que los Comités Comunitarios de Desarrollo y el Comité Municipal de Desarrollo organizan y facilitan la participación de las comunidades priorizando necesidades y problemas.

## Alcaldes de Zunil desde 1986[6]
| Alcalde                      | Período de Gobierno   | Partido          |
| ---------------------------- | --------------------- | ---------------- |
| Juan Sop Ixcot               | 15/01/1986-15/07/1988 |                  |
| Marco Antonio Xicay Poz      | 15/07/1988-15/01/1991 |                  |
| Antonio Baten Tumacaj        | 15/01/1991-15/07/1993 |                  |
| Alejandro Faustino Huix Huix | 15/07/1993-15/01/1996 |                  |
| Julio César Xicay Poz        | 15/01/1996-15/01/2000 |                  |
| Julio César Xicay Poz        | 15/01/2000-15/01/2004 |                  |
| Hilario Félix Pérez García   | 15/01/2004-15/01/2008 |                  |
| Julio César Xicay Poz        | 15/01/2008-15/01/2012 | Partido Patriota |
| José María Chay Quiej        | 15/01/2012-15/01/2016 |                  |
| Juan Chay García             | 15/01/2016-15/01/2020 |                  |
| Julio César Xicay Poz        | 15/01/2020-15/01/2024 | BIEN             |
| Bernabé Mateo Xicay Huix     | 15/01/2024-           |                  |

## Historia

### Tras la Independencia de Centroamérica
En 1825, el Estado de Guatemala dividió su territorio en once distritos para la impartición de justicia por medio del entonces novedoso método de juicios de jurados.  Zunil es mencionado en la constitución del 11 de octubre de 1825 como parte del circuito de Quetzaltenango, en el distrito N.º 10, también llamado Quetzaltenango.  Junto a Zunil pertenecían a ese circuito la propia Quetzaltenango, San Mateo, Santa María de Jesús, Olintepeque, Cantel y Almolonga.

### sigloXXI: Mancomunidad Metrópoli de Los Altos
Esta entidad se formó en el siglo xxi, cuenta con una extensión territorial de 871.06 km² y está compuesta por una población total de 364,258 habitantes. La Mancomunidad está conformada por los municipios de San Andrés Xecul y Totonicapán en el departamento de Totonicapán y por los municipios de San Carlos Sija, Sibilia, La Esperanza, San Juan Ostuncalco, Quetzaltenango, Zunil y Salcajá en el departamento de Quetzaltenango, los cuales se adhirieron a la entidad voluntariamente. Los municipios son representados a través de sus Consejos Municipales y «promueve el desarrollo local, integral y sostenible de los municipios integrantes mediante la formulación de políticas públicas municipales, planes, programas y proyectos, la ejecución de obras y la prestación eficiente de los servicios de su competencia, en forma individual y conjunta».

## Patrimonio histórico

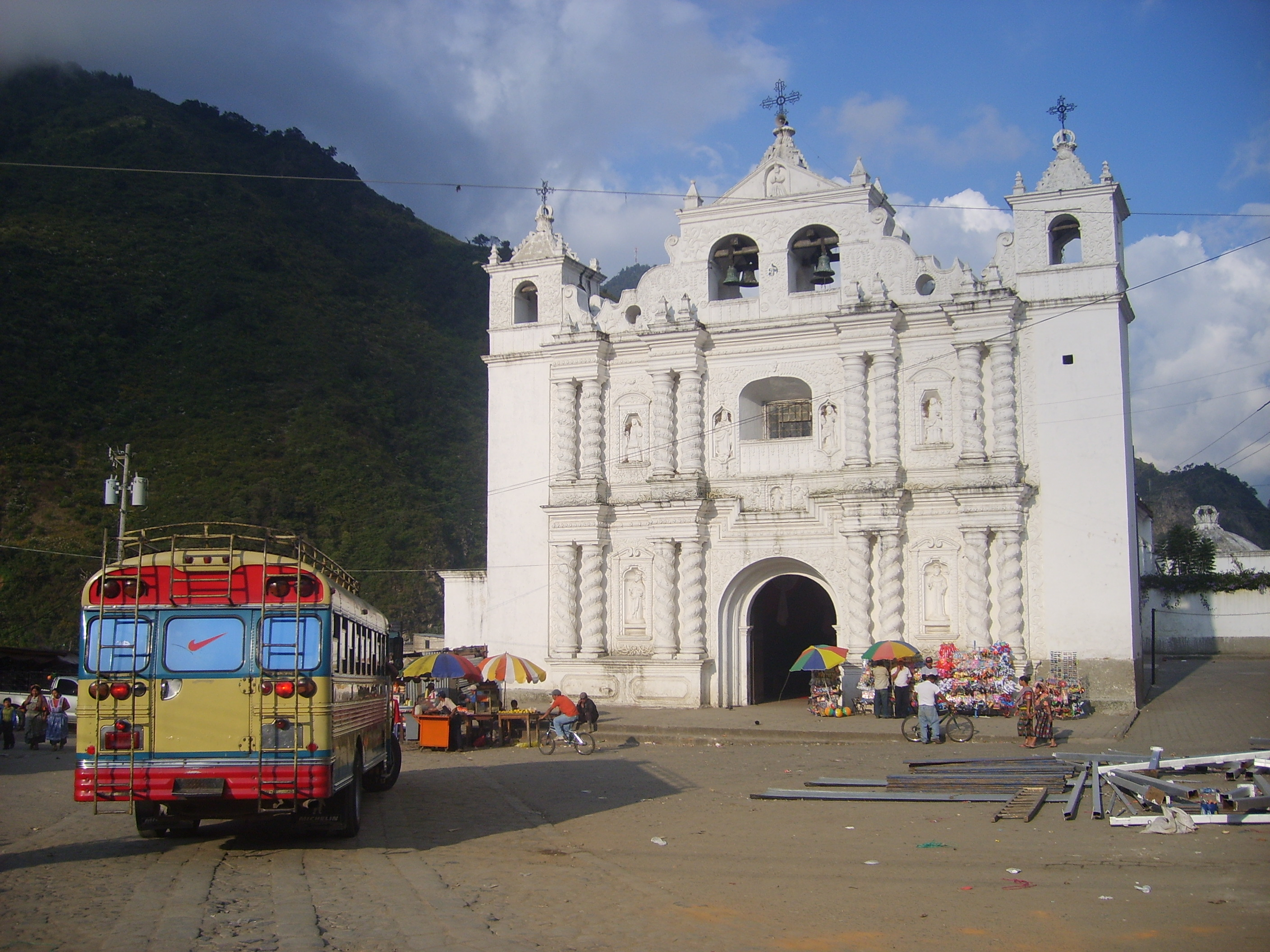
Iglesia de Zunil

El templo católico de la localidad data de la época colonial española y está rodeada de casas con techos de teja, muy parecidas a las que existen en ciertos pueblos de Andalucía, España.[cita requerida]

## Costumbres y tradiciones

### Traje típico
Es fácil encontrar por sus calles mujeres indígenas, ataviadas con llamativos y coloridos vestidos regionales hechos a mano en telares, los cuales suelen tener un elevado precio debido a su elaboración; estos trajes típicos fueron impuestos por los colonos, encomenderos y doctrineros españoles durante la época colonial para poder identificar la reducción a la que pertenecían los indígenas.[cita requerida] Ahora bien, luego de la Independencia de Centroamérica, el traje se ha vuelto típico de los nativos de las diferentes regiones del país.
El traje típico del hombre es blanco con franjas púrpura y anaranjado, pantalones cortos y camisa en forma de capa de tela de huipil.

## Economía local
La mayoría de la población se dedica a la agricultura de verduras y el comercio del mismo.